# Precious (Depeche Mode)
Precious è un singolo del gruppo musicale britannico Depeche Mode, pubblicato il 23 agosto 2005 come primo estratto dall'undicesimo album in studio Playing the Angel.

## Descrizione
È il primo brano della band dopo ben quattro anni di assenza dal panorama musicale (non considerando l'uscita dell'album di remix Remixes 81-04). Il testo, scritto da Martin Gore, ricorda la difficile situazione familiare dei suoi figli e il suo divorzio con la loro madre.

## Video musicale
Il video, diretto da Uwe Flade e prodotto da Mark Entzelmann, mostra il trio intento nell'esecuzione del brano all'interno di una nave realizzata al computer, circondata da atmosfere futuriste.
Alcuni spezzoni del video compaiono in Martyr.

## Tracce
Testi e musiche di Martin L. Gore.
CD promozionale (Europa)
1. Precious (Radio Version) – 3:45

CD maxi promozionale (Europa), CD maxi (Canada, Stati Uniti)
1. Precious (Sasha's Spooky Mix) – 7:33
2. Precious (Sasha's Gargantuan Vocal Mix) – 7:10
3. Precious (Michael Mayer Balearic Mix) – 7:18
4. Precious (Misc. Full Vocal Mix) – 5:41
5. Precious (Misc. Crunch Mix) – 6:51
6. Precious (Motor Mix) – 6:37

CD (Europa)
1. Precious (Album Version) – 4:10
2. Precious (Sasha's Spooky Mix) (Single Edit) – 5:45

CD maxi (Europa)
1. Precious (Sasha's Gargantuan Vocal Mix) (Edit) – 7:15
2. Precious (Misc. Full Vocal Mix) – 5:41
3. Free – 5:10

DVD (Europa)
1. Precious (Video) – 4:03
2. Precious (Motor Remix) – 6:37
3. Precious (Michael Mayer Ambient Mix) – 3:33

12" (Europa)
- Lato A

1. Precious (Sasha's Spooky Mix) (Full Length) – 10:32

- Lato B

1. Precious (Sasha's Gargantuan Vocal Mix) (Full Length) – 9:40

12" maxi (Europa)
- Lato A

1. Precious (Misc. Full Vocal Mix) – 5:41
2. Precious (Michael Mayer Balearic Mix) – 7:18

- Lato B

1. Precious (Motor Remix) – 6:37
2. Precious (Misc. Crunch Mix) – 6:51

7" (Europa)
- Lato A

1. Precious (Album Version) – 4:10

- Lato B

1. Precious (Michael Mayer Ambient Mix) – 3:37

Doppio 12" (Stati Uniti)
- Lato A

1. Precious (Album Version) – 3:47
2. Precious (Sasha's Spooky Mix Edit) – 7:33

- Lato B

1. Precious (Sasha's Gargantuan Vocal Mix Edit) – 7:10
2. Precious (Misc. Full Vocal Mix) – 5:41

- Lato C

1. Precious (Michael Mayer Balearic Mix) – 7:18

- Lato D

1. Precious (Misc. Crunch Mix) – 6:51
2. Precious (Motor Mix) – 6:37

Download digitale
1. Precious (Single Version) – 4:10 – indicata come Album Version nell'edizione statunitense

Download digitale (Regno Unito) – Calderone & Quayle Damaged Club Mix
1. Precious (Calderone & Quayle Damaged Club Mix) – 12:07

Download digitale (Regno Unito) – DJ Dan's 4am Mix
1. Precious (DJ Dan's 4am Mix) – 9:54

Download digitale (Regno Unito) – DJ Dan's 6am Dub
1. Precious (DJ Dan's 6am Dub) – 9:52

Download digitale (Regno Unito) – Sasha's Gargantuan Instrumental Mix
1. Precious (Sasha's Gargantuan Instrumental Mix) – 9:51

Download digitale (Regno Unito) – Remixes
1. Precious (Motor Remix) – 6:37
2. Precious (Michael Mayer Ambient Mix) – 3:37

Download digitale (Stati Uniti) – Remixes
1. Precious (Victor Calderone & Quayle Mix) – 12:00
2. Precious (Sasha's Spooky Mix - Edit) – 7:32
3. Precious (Sasha's Gargantuan Vocal Mix - Edit) – 7:10
4. Precious (DJ Dan 4 A.M. Mix) – 9:51
5. Precious (Michael Mayer Balearic Mix) – 7:18
6. Precious (Misc. Full Vocal Mix) – 5:41
7. Precious (Misc. Crunch Mix) – 6:51
8. Precious (Motor Remix) – 6:37

Download digitale (Stati Uniti) – Edits
1. Precious (Calderone & Quayle Damaged Club Mix - Edit) – 4:26
2. Precious (Sasha's Spooky Mix - Short Edit) – 4:12
3. Precious (Sasha's Gargantuan Vocal Mix - Short Edit) – 4:15
4. Precious (DJ Dan 4 A.M. Mix - Edit) – 4:49
5. Precious (Michael Mayer Balearic Mix - Edit) – 4:24
6. Precious (Misc. Full Vocal Mix - Edit) – 4:24
7. Precious (Misc. Crunch Mix - Edit) – 4:24
8. Precious (Motor Remix - Edit) – 3:45

Download digitale – 2ª versione (Stati Uniti)
1. Precious (US Radio Version) – 4:07
2. Free – 5:10

## Formazione
Hanno partecipato alle registrazioni, secondo le note di copertina di Playing the Angel:
Gruppo
- Andy Fletcher – strumentazione
- Dave Gahan – voce principale
- Martin Gore – strumentazione, voce

Altri musicisti
- Dave McCracken – programmazione
- Richard Morris – programmazione

Produzione
- Ben Hillier – produzione
- Steve Fitzmaurice – missaggio
- Nick Sevilla – assistenza alla registrazione (Sound Design)
- Arjun Agerwala – assistenza alla registrazione (Stratosphere Sound)
- Rudyard Lee Curris – assistenza alla registrazione (Stratosphere Sound)
- Devin Workman – assistenza alla registrazione e al missaggio (Whitfield Street Studios)
- Kt Rangnick – assistenza alla registrazione e al missaggio (Whitfield Street Studios)
- Emily Lazar – mastering
- Sarah Register – assistenza al mastering
- Anton Corbijn – direzione artistica, fotografia, copertina
- Four5one.com – design

## Classifiche
| Classifica (2005)                 | Posizione massima |
| --------------------------------- | ----------------- |
| Austria                           | 9                 |
| Belgio (Fiandre)                  | 26                |
| Belgio (Vallonia)                 | 4                 |
| Canada                            | 2                 |
| Danimarca                         | 1                 |
| Europa                            | 4                 |
| Finlandia                         | 2                 |
| Francia                           | 32                |
| Germania                          | 2                 |
| Irlanda                           | 12                |
| Italia                            | 1                 |
| Norvegia                          | 4                 |
| Paesi Bassi                       | 11                |
| Regno Unito                       | 4                 |
| Spagna                            | 1                 |
| Stati Uniti                       | 71                |
| Stati Uniti (adult alternative)   | 6                 |
| Stati Uniti (alternative)         | 23                |
| Stati Uniti (dance club)          | 1                 |
| Stati Uniti (dance singles sales) | 1                 |
| Svezia                            | 1                 |
| Svizzera                          | 12                |

## Date di pubblicazione
| Paese                 | Data di pubblicazione | Formato                              |
| --------------------- | --------------------- | ------------------------------------ |
| Stati Uniti d'America | 23 agosto 2005        | Download digitale (1ª versione)      |
| Regno Unito           | 3 ottobre 2005        | CD, DVD, download digitale           |
| Regno Unito           | 10 ottobre 2005       | 12"                                  |
| Stati Uniti d'America | 11 ottobre 2005       | CD, 12", download digitale (Remixes) |
| Stati Uniti d'America | 18 ottobre 2005       | Download digitale (Edits)            |
| Stati Uniti d'America | 8 novembre 2005       | Download digitale (2ª versione)      |
| Regno Unito           | 11 dicembre 2006      | 7"                                   |